# Wilhelm Bungert

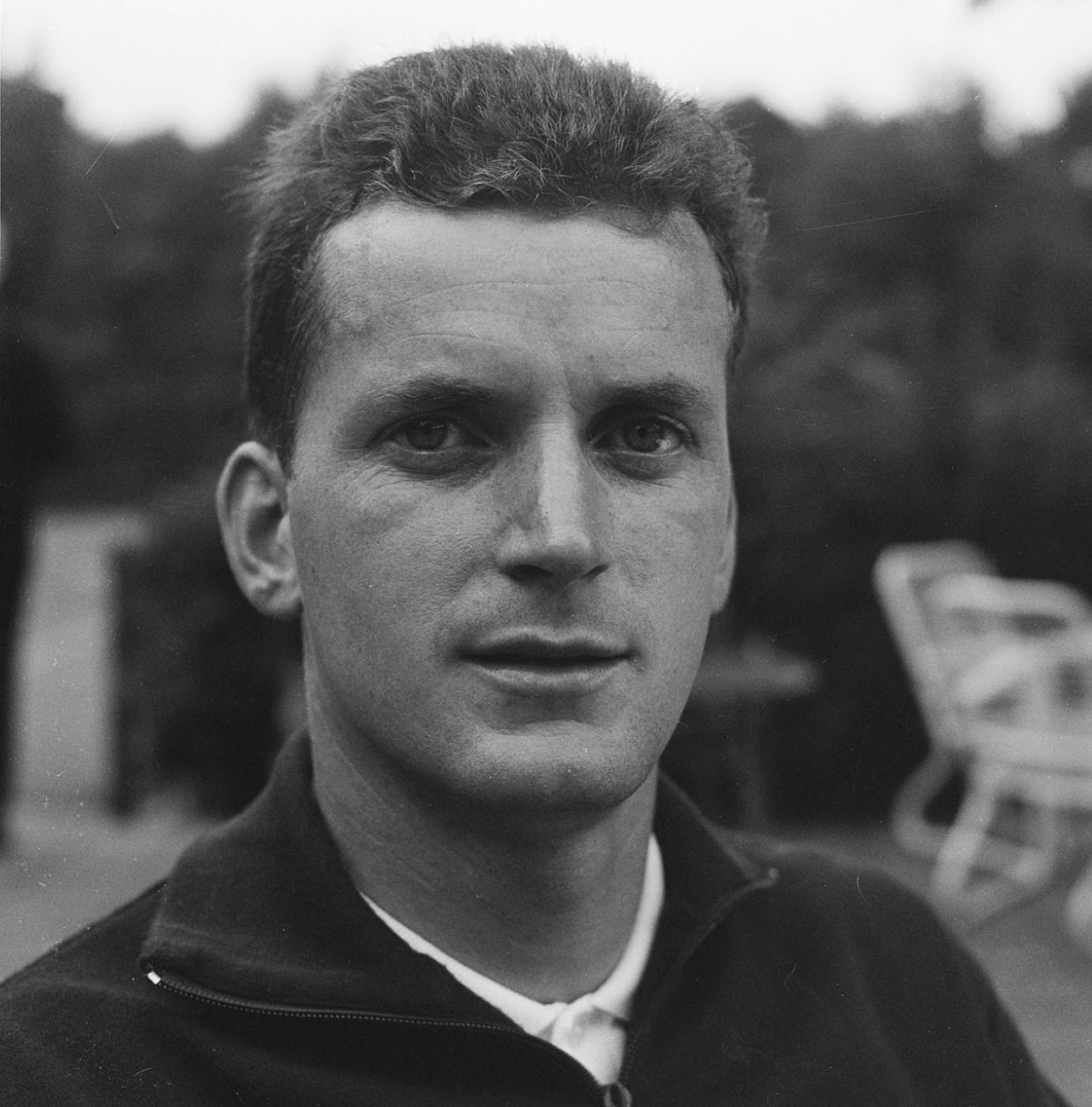
Wilhelm Bungert (1965)

Wilhelm Bungert, född 1 april 1939 i Mannheim i Baden i Tyskland,  är en tysk högerhänt tidigare tennisspelare.

## Tenniskarriären
Wilhelm Bungert blev 1967 den förste tyske tennisspelare som efter Gottfried von Cramm nådde singelfinalen i Wimbledonmästerskapen. Den oseedade Bungert finalbesegrades där av den australiske världsettan John Newcombe (3-6, 1-6, 1-6). Redan 1963 hade Bungert spelat semifinal i Wimbledon efter kvartsfinalvinst över Roy Emerson. Han var också semifinalist året därpå. 
År 1962 spelade Bungert tillsammans med landsmannen Christian Kuhnke dubbelfinal i Franska mästerskapen på grusbanorna vid Roland Garros i Paris. Tyskarna förlorade mot Roy Emerson/Neale Fraser med 3-6, 4-6, 5-7.  

### Bungert somDavis Cup-spelare
Wilhelm Bungert är internationellt framförallt känd som Davis Cup (DC)-spelare. Under 14-årsperioden 1958-71 spelade han totalt 102 DC-matcher för dåvarande Västtyskland. Han vann 66 av matcherna. År 1970 nådde laget med Bungert och Kuhnke världsfinal (Challenge Round) mot USA. Tyskarna förlorade mötet med 0-5 i matcher mot det amerikanska laget med Arthur Ashe och Cliff Richey som singelspelare.
I DC-semifinalen i Europa-zonen 1964 mötte tyskarna Bungert och Kuhnke ett svenskt lag med Jan-Erik Lundqvist och Ulf Schmidt på grusbanorna i Båstad. Bungert besegrade Schmidt (6-4, 6-1, 6-1) och tyskarna vann också dubbeln över de båda svenskarna (2-6, 6-3, 6-1, 2-6, 6-2). Däremot föll Bungert mot Lundqvist i den sista och avgörande matchen (3-6, 6-3, 8-6, 7-5). Eftersom både Schmidt och Lundqvist besegrade Kuhnke vann Sverige mötet med 3-2.
I Europasemifinalen 1969 mötte tyskarna ett brittiskt lag som vann med 3-2 i matcher. Dubbelmatchen blev rekordartat lång, hela 95 game, innan tyskarna Bungert och Kuhnke stod som segrare mot Mark Cox/Peter Curtis (10-8 17-19 13-11 3-6 6-2). Senare, 1973, slogs rekordet i DC-sammanhang av USA:s Stan Smith och Erik Van Dillen i ett möte mot Chiles Jaime Fillol och Pat Cornejo. Amerikanerna vann efter 123 spelade game. 
År 1985 var Bungert kapten för det tyska DC-laget med Boris Becker och Michael Westphal som mötte Sverige i världsfinalen. Sverige vann mötet med 3-2 i matcher. 

## Spelaren och personen
Wilhelm Bungert var en skicklig tennisspelare med god bollkänsla. Han var framförallt grusspecialist. 
Wilhelm Bungert driver i dag ett eget tennisförening i Hilden.